# Waimangu Geyser

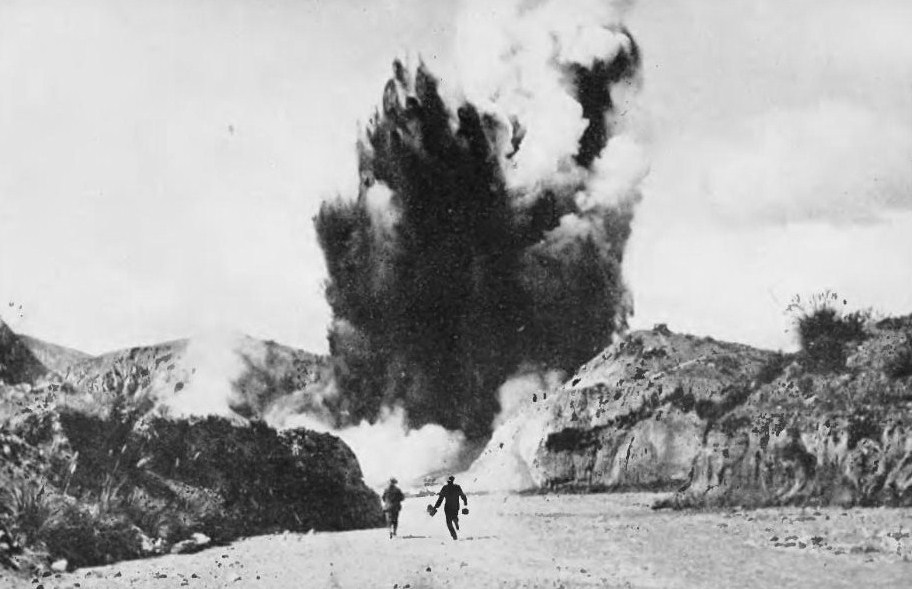
Erupce Waimangu Geyser na dobové fotografii

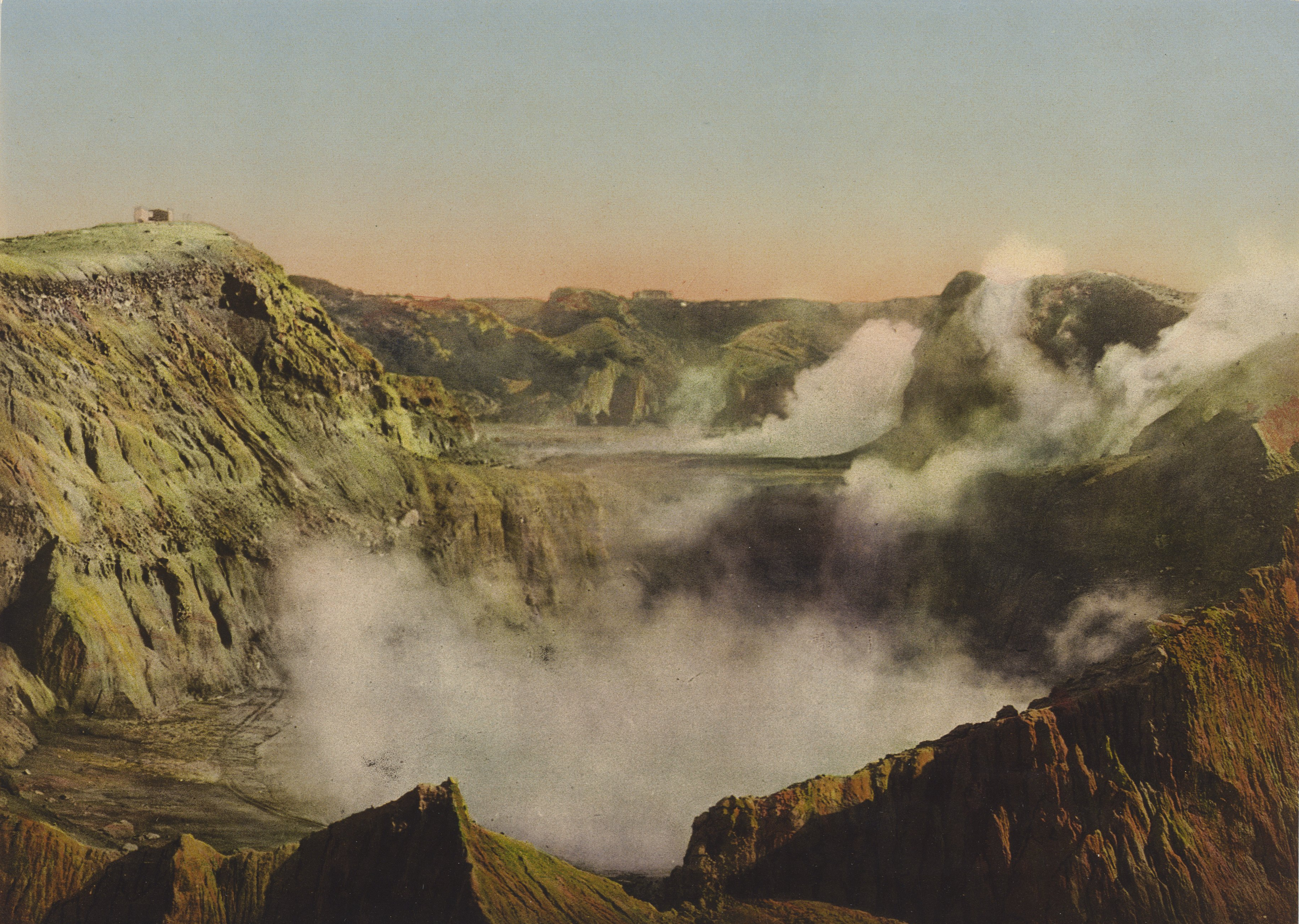
Waimangu Geyser okolo roku 1910

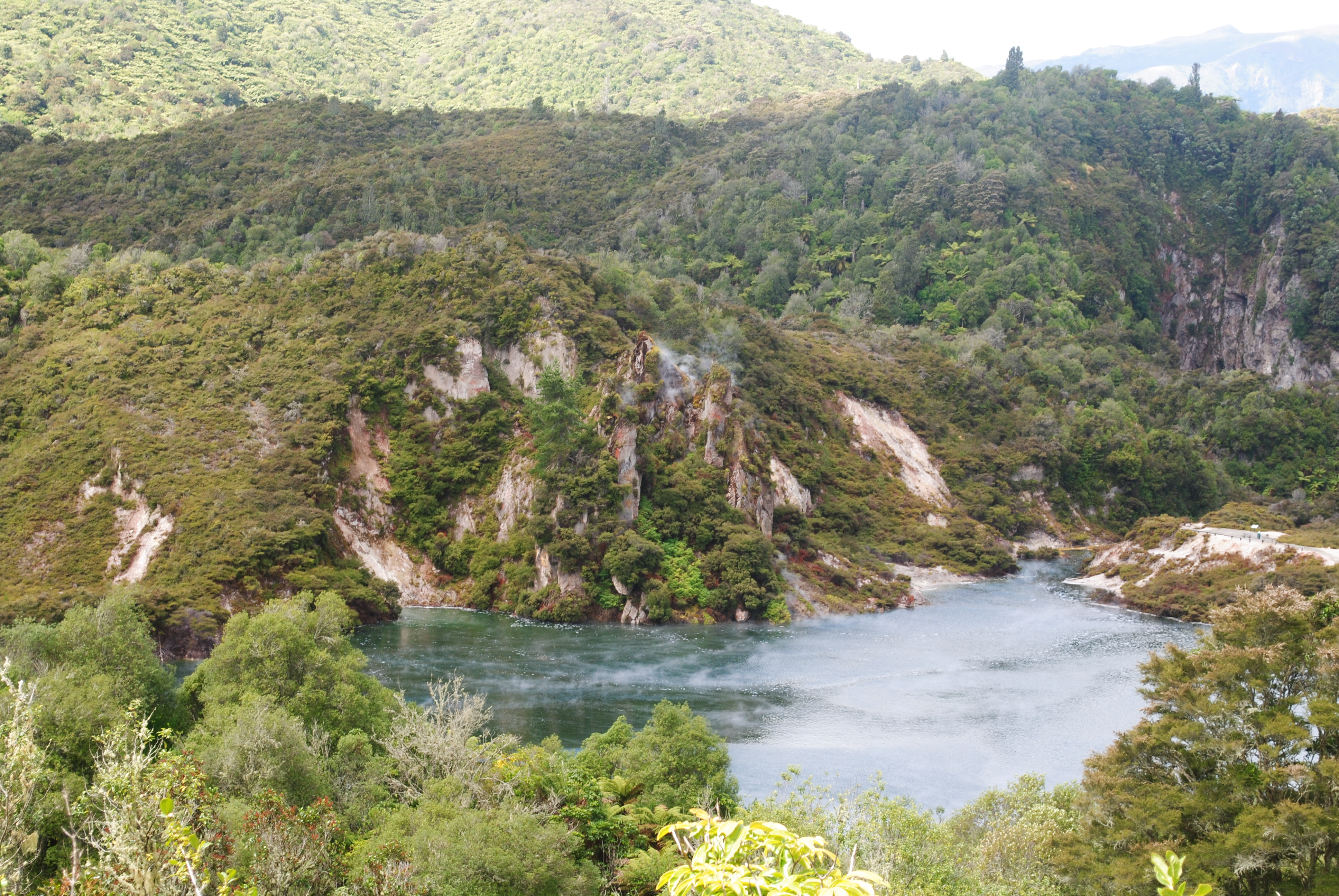
Geotermální oblast
Waimangu Volcanic Rift Valley

Waimangu Geyser byl gejzír nacházející se nedaleko města Rotorua v oblasti Taupo Volcanic Zone na Novém Zélandu. Na začátku 20. století se zde nacházel největší známý gejzír všech dob, který začal pravidelně tryskat v roce 1900. Následně fungoval po čtyři roky, kdy sesuv svahu změnil hladinu podzemní vody, což vedlo k jeho zániku. Výtrysky gejzíru Waimangu dosahovaly obyčejně výšky okolo 160 m, ale některé supervýtrysky vyvrhly vodu až do výšky 460 m. Vznikl jako reakce na velkou sopečnou erupci Mount Tarawery v roce 1886, která otevřela dlouhou prasklinu směrem k jezeru Rotomahana.
První erupce byla zaznamenána v roce 1900, kdy začal vyvrhovat vodu do výšky až okolo 460 metrů, což způsobilo v celém světě značný zájem. Erupce pokračovaly až do 1. listopadu 1904, kdy sesuv půdy změnil hladinu podzemní vody. Během výtrysku byla proudící voda černá, jelikož obsahovala fragmenty okolních hornin a bahna, které se v okolí nacházelo. Původní obyvatelé ostrovů Maorové pojmenovali proto gejzír „Waimangu“ znamenající „černá voda“. Následně se označení gejzíru začalo používat i pro okolní geotermální oblast známou jako Waimangu Volcanic Rift Valley. 31. srpna 1903 zemřeli v důsledku erupce gejzíru v okolí čtyři turisté, kteří nedbali opakovaných pokynů průvodce, aby se vzdálili od gejzíru. Poté, co se přiblížili k ústí gejzíru příliš blízko, došlo k hlasité erupci, která všechny usmrtila.